# Puerto de Fuengirola
El Puerto de Fuengirola es un puerto deportivo y pesquero situado en la Costa del Sol, en el municipio de Fuengirola, (Málaga, España).
Es gestionado por la Agencia Pública de Puertos de Andalucía, de la Junta de Andalucía.

## Historia
A mediados del siglo XIX, los campos de Mijas y Fuengirola fueron sembrados de viñas, lo que incrementó el comercio de la pasa y se habilitó la bahía como puerto para la exportación de los frutos.

## Características
- Ancho de entrada: 70 m
- Fondeadero: fango y arena
- Bocana: 4 m
- Dársena: 6 a 7 m
- Puestos de amarre: 226
- Longitud de puestos: 8 a 20 m
- Amarres en alquiler: 50%
- Radio del puerto: VHF CH 9 y 16

Zona de servicio
- Total: 267.415 m²
- Agua: 112.196 m²
- Tierra: 155.219 m²